# Reseda
Reseda és un gènere de plantes amb flor dins la família de les resedàcies. Als Països Catalans reben molts noms populars segons les zones i espècies entre ells els de pebrots de ruc. Les espècies d'aquest gènere són originàries de la zona que va des de les illes Canàries al nord de l'Índia incloent la regió mediterrània. Poden ser plantes anuals, biennals o perennes. Fan de 40 a 130 m d'alçada. Les fulles, d'1 a 15 cm de llarg, formen una roseta basal i es disposen en espiral al voltant de la tija. Flors de 4 a 6 mm de diàmetre en una espiga prima. El fruit és una càpsula amb diverses llavors. En algunes espècies les càpsules immadures recorden un petit pebrot rectangular. Algunes espècies (com Reseda odorata) es cultiven per la seva bona olor en jardineria o perfumeria. Les plantes silvestres són molt mel·líferes, molt visitades per les abelles.

## Taxonomia
El gènere inclou al voltant de 50-70 espècies, entre les quals hi ha:
- Capironat (Reseda alba)
- Reseda aucheri
- Reseda complicata
- Reseda glauca (Reseda glauca)
- Gandalla (Reseda lutea)
- Galda o gavarró (Reseda luteola)
- Marduixí (Reseda odorata)
- Pebrots de ruc (Reseda phyteuma)
- Reseda pruinosa
- Reseda scoparia
- Reseda villosa